# يوجينيا برايس
يوجينيا برايس (بالإنجليزية: Eugenia Price)‏ (22 يونيو 1916، فيرجينيا الغربية في الولايات المتحدة - 28 مايو 1996)؛ روائية أمريكية.